# 데이비드 보더니스
데이비드 보더니스는 과학 전문 작가이다. 시카고에서 살았으나 그 후에 프랑스로 건너가서 10년간 살았다. 현재 런던에서 거주 중이다.
그의 첫 번째 책인 '시크릿 하우스'는 그의 문학 스타일인 '현미경 사진'(microphotography)을 창조하도록 도왔으며 이 스타일은 오늘날의 삶을 복잡하고 불분명하게 설명하며 인간의 삶을 벌레의 시각(worm's-eye view)에서 본 특이한 시각이다.
그는 다른 책에도 이런 스타일을 발전시켜나갔으며 'E=mc2', 아벤티스 상을 수상한'Electric Universe'등이 출간되었다. 그의 책은 26개의 언어로 번역돼서 출간됐으며 이코노미스트의 표지에 실리기도 했다.
보더니스는 유명한 회의 연설자이기도 하다. 그의 에이전시인 JLA는 그의 연설을 "에너지와 기상의 변화를 상세하게 언급하며 미래의 과학, 기술, 경제의 경향에 주목한다."고 평했다."

## 보더니스가 지은 대표적인 책 목록
- 데이비드 보더니스. 《시크릿 하우스 (원제 - The Secret House: The Extraordinary Science of an Ordinary Day)》.
- 데이비드 보더니스. 《E=mc2 (원제 - E=mc2: A Biography of the World's Most Famous Equation)》.
- 데이비드 보더니스. 《일렉트릭 유니버스 (원제 - Electric Universe: How Electricity Switched On the Modern World)》.
- 데이비드 보더니스. 《마담 사이언티스트 (원제 - Passionate Minds》.